# 多克希齊
多克希齊（羅馬化：Dokšycy，羅馬化：Dokshitsy）是白俄羅斯維捷布斯克州多克希齊區内的城市及该区的行政中心，位於州府維捷布斯克以西158公里，距離首都明斯克110公里，2010年人口6,600人。第二次世界大戰期間，納粹德國在1941年7月9日至1944年7月2日佔領該鎮。